# Émile Bouthemy
Émile Bouthemy (Neuvilly, 7 novembre 1918 - Lille, 15 novembre 1993) est un résistant et fonctionnaire français, Compagnon de la Libération. Sous-officier des troupes coloniales il décide en 1940 de se rallier à la France libre mais est grièvement blessé dès le début des campagnes. Il continue de servir les forces françaises libres dans des tâches administratives avant d'être démobilisé et d'entamer une carrière dans les PTT.

## Biographie

### Jeunesse et engagement
Enfant d'agriculteurs, Émile Bouthemy naît le 7 novembre 1918 à Neuvilly dans le Nord. Après ses études, il devient aide-comptable. Il s'engage dans l'armée le 13 janvier 1937 et est affecté au 2e régiment d'infanterie coloniale. Promu caporal en mars 1938, il prolonge son engagement en février 1939 et embarque trois mois plus tard vers l'Afrique-Équatoriale française où il est affecté au bataillon du Moyen-Congo. Il gravit rapidement les échelons en étant promu caporal-chef puis sergent dès septembre 1939 au moment où commence la Seconde Guerre mondiale.

### Seconde Guerre mondiale
Après l'armistice du 22 juin 1940, il décide de poursuivre la lutte et s'engage pour les forces françaises libres au moment où le territoire du Moyen-Congo se rallie à la France libre le 28 août. Il est promu sergent-chef le 16 octobre 1940 et participe à la campagne du Gabon au cours de laquelle il s'illustre à plusieurs reprises à la tête de sa section. Le 25 octobre, lors de la prise de Lambaréné, il est grièvement blessé au bras et doit être amputé. Il est hospitalisé du 30 octobre au 6 décembre et est réformé des actions combattantes. Il n'est cependant pas démobilisé et continue de travailler pour la France libre au sein du dépôt de guerre du Moyen-Congo. Il est ensuite muté au bureau de garnison de Brazzaville où il devient ensuite gérant du mess des officiers en mai 1942. En juillet 1943, il est détaché à la garde indigène dans laquelle il termine la guerre en étant démobilisé le 15 mars 1944.

### Après-guerre
Dès sa démobilisation, il entre dans l'administration des PTT où il fait carrière jusqu'à sa retraite après avoir successivement contrôleur, inspecteur, inspecteur central et chef de division.
Émile Bouthemy meurt le 15 novembre 1993 à Lille et est inhumé à Poix-du-Nord.

## Décorations
|  |  |  |  |  |  |
|  |  |  |  |  |  |

| Officier de la Légion d'honneur[Quand ?] | Officier de la Légion d'honneur[Quand ?] | Compagnon de la Libération             | Compagnon de la Libération | Médaille militaire        | Médaille militaire        |
| Officier de l'Ordre national du Mérite   | Officier de l'Ordre national du Mérite   | Officier de l'Ordre national du Mérite | Croix de guerre 1939-1945  | Croix de guerre 1939-1945 | Croix de guerre 1939-1945 |